# بوئين زهرا
بوئين زهرا (بالفارسية: بوئین‌زهرا) هي مدينة تقع في إيران في قسم. يقدر عدد سكانها بـ 15,858 نسمة .